# Montemarano
Montemarano (IPA: [montemaˈraːno]) è un comune italiano di 2 543 abitanti della provincia di Avellino in Campania.

## Geografia fisica

### Sismicità
Il territorio di Montemarano è parte del distretto sismico dell'Irpinia. A seguito del terremoto del 23 novembre 1980 si registrarono, nel solo territorio comunale, 48 feriti, 287 senzatetto e 1 542 unità edilizie danneggiate.
- Classificazione sismica: zona 2 (media sismicità)[6]

## Storia
Secondo lo storico Appiano d'Alessandria, Montemarano fu fondata dal valoroso generale sannita Mario Egnazio, che riuscì perfino a sconfiggere nei pressi del monte Toro le schiere romane.
Dal 1059 fu sede vescovile. Nel medioevo è contea, con Riccardo Caracciolo detto il Rosso (1082); nel XIII secolo fu possedimento del conte Ligorio Caracciolo. La diocesi di Montemarano fu soppressa il 27 giugno 1818.
Tra gli episodi della vita di san Francesco raccontati nel ciclo di affreschi di Giotto nella Basilica Superiore di Assisi, c'è quello intitolato la morta di Montemarano, che ricorda il miracolo che vide protagonista una donna del paese, resuscitata, secondo la tradizione, dal santo d'Assisi.
Negli anni della seconda guerra mondiale, tra il 1940 e il 1943, Montemarano fu uno dei comuni della Campania destinati dalle autorità fasciste ad accogliere profughi ebrei in internamento civile. Gli internati (almeno 6, tra cui una famiglia con una figlia adolescente) furono tutti liberati con l'arrivo dell'esercito alleato nel settembre 1943.

## Monumenti e luoghi d'interesse

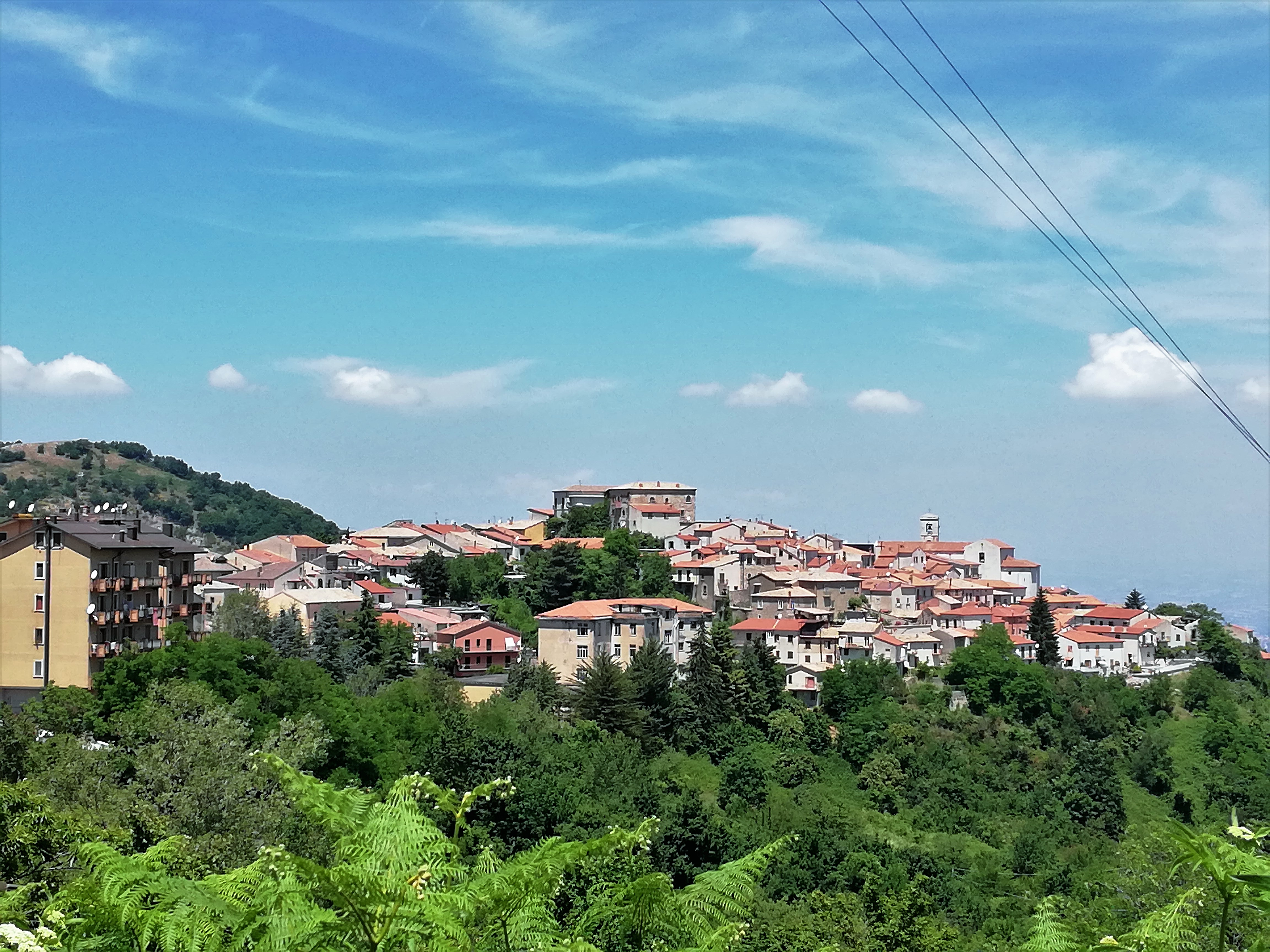
Panorama: castello al centro e chiesa madre dell'Assunta a destra.

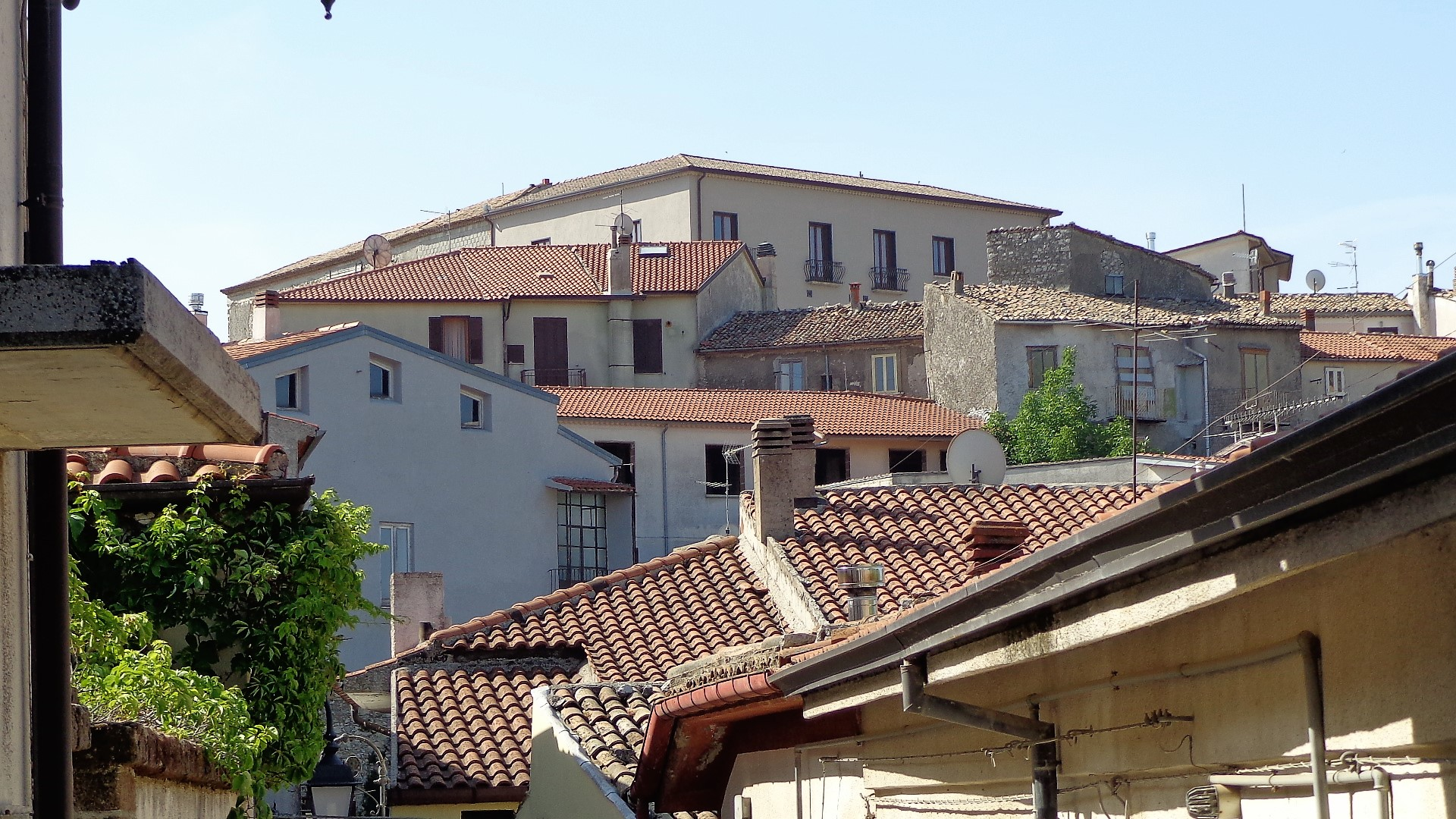
Panorama: le ali rimodernate del castello.

### Architetture religiose
- Chiesa del Cuore di Gesù, piazza Mercato
- Chiesa dell'Immacolata Concezione, piazza Mercato
- Chiesa del Purgatorio, sede del Museo dei parati sacri

#### Chiesa Madre di Santa Maria Assunta
La chiesa di Santa Maria Assunta, chiesa madre conosciuta anche come "cattedrale", era la sede dell'ex diocesi di Montemarano.
La struttura originaria fu edificata intorno all'anno Mille, ma ha subito diversi restauri perdendo parte delle linee architettoniche originali. Dopo il terremoto del 1980 l'edificio divenne pericolante. Gli interventi di restauro durarono 12 anni (1979-1991), la chiesa fu riaperta al culto il 12 ottobre 1991. Al suo interno vi sono le reliquie di san Giovanni, gli affreschi dell'abside centrale (risalenti al XIII secolo) raffiguranti san Giovanni e san Nicola e un crocifisso ligneo (XVI-XV secolo).

### Architetture civili
- Palazzo Toni, XVII secolo.
- Palazzo Fiorili-Buono, edificio in stile tardo-barocco.

### Altro

#### Villa comunale
La villa comunale di Montemarano è intitolata al questore e antifascista italiano Feliciano Ricciardelli. È di proprietà del comune.

#### Monumento ai caduti
Il monumento ai caduti di tutte le guerre del comune di Montemarano si trova nei pressi della villa comunale. Le manifestazioni per la memoria dei morti di tutte le guerre si tengono dinnanzi a questo monumento.

## Società

### Evoluzione demografica
Abitanti censiti

### Etnie e minoranze straniere
Al 31 dicembre 2017 a Montemarano erano presenti 55 stranieri; la nazionalità più numerosa era quella rumena con 26 residenti.

### Lingue e dialetti
Accanto alla lingua italiana, a Montemarano è in uso una varietà del dialetto irpino.

### Tradizioni e folclore

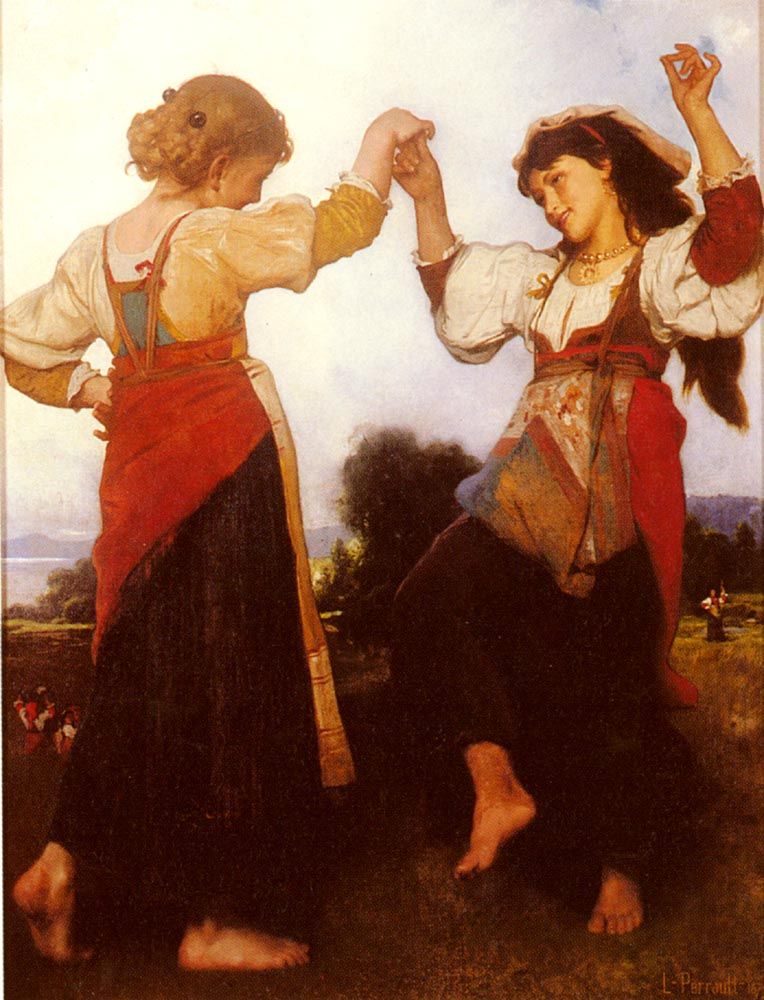
"La Tarantella", Perrault Leon

A Montemarano hanno luogo il carnevale e la tarantella montemaranese.

## Cultura

### Musei
A Montemarano sono presenti due musei: il Museo etnomusicale "Celestino Coscia ed Antonio Bocchino" e il Museo dei parati sacri.

#### Museo etnomusicale
Il museo è stato inaugurato il 21 febbraio 2004, in occasione del carnevale, con un dibattito sul tema "La Tradizione attraverso il Museo" a cui hanno partecipato illustri studiosi ed esperti in questa materia.

#### Museo dei parati sacri
Il museo dei parati sacri è un'importante raccolta di tessuti italiani (in gran parte di origine meridionale) realizzati tra il XVI e il XX secolo. La mostra è stata allestita nell'ex chiesa del Purgatorio, costruita intorno al 1700 ampliando la cappella gentilizia della famiglia Aliasi.

## Infrastrutture e trasporti

### Strade
Il comune è interessato dalla strada statale 400 di Castelvetere e dalla strada statale 400dir.

### Ferrovie
Il comune è servito dalla stazione di Montemarano, sulla ferrovia Avellino-Rocchetta Sant'Antonio, attiva per soli treni storici e/o turistici.

### Mobilità urbana
Il comune è collegato ai centri limitrofi da autolinee di AIR Campania.

## Amministrazione

### Sindaci
| Periodo | Periodo   | Primo cittadino    | Partito                                               | Carica  | Note |
| ------- | --------- | ------------------ | ----------------------------------------------------- | ------- | ---- |
| 1995    | 1998      | Luigi Gallo        | sinistra                                              | Sindaco |      |
| 1998    | 2007      | Mario Marino       | centro-sinistra                                       | Sindaco |      |
| 2007    | 2012      | Renato Coscia      | centro-sinistra                                       | Sindaco |      |
| 2012    | in carica | Beniamino Palmieri | lista civica di centro-sinistra Montemarano nel cuore | Sindaco |      |

### Gemellaggi
- Melpignano, dal 2009[17]

### Altre informazioni amministrative
Il comune fa parte della Comunità montana Terminio Cervialto.